# المنظمة الدولية للملاكمة
المنظمة الدولية للملاكمة (بالإنجليزية: International Boxing Organization)‏ هي منظمة مقرها الولايات المتحدة الأمريكية تقوم بتنظيم نزالات الملاكمة الاحترافية ومنح البطولات العالمية والإقليمية.